# Alan Barnes (scriitor)
Alan Barnes (n. 17 martie 1970) este un scriitor și redactor britanic, care scrie în principal despre emisiuni de televiziune și filme idol.
Barnes este din Newcastle upon Tyne. A fost editorul revistei Judge Dredd din 2001 până în 2005. Printre alte benzi desenate, Barnes a comandat inițial The Simping Detective. De asemenea, a scris câteva povestiri despre Judge Dredd (Justițiarul) care implică universuri alternative sau care prezintă un tânăr Dredd.
A lucrat cinci ani la revista Doctor Who și a progresat de la scris benzi desenate la a deveni co-editor (redactor) în 1998 și editor unic din 2000 până în 2002. Ulterior, a contribuit la seria de articole în curs de desfășurare Fact of Fiction publicată de alte reviste.
Barnes a scris sau a co-scris o serie de piese audio Doctor Who pentru Big Finish Productions.
A scris o serie de cărți despre filme, printre care despre James Bond, Quentin Tarantino și Sherlock Holmes, iar cartea sa The Hammer Story, scrisă împreună cu Marcus Hearn, a fost nominalizată la premiul Bram Stoker pentru cea mai bună carte de non-ficțiune în 1997.

### Benzi desenate și reviste
- Judge Dredd:
  - "Tickers" (cu Maya Gavin, în Judge Dredd Megazine 3.14, 1996)
  - "Medusa" (cu Paul Peart și Roger Langridge, în Judge Dredd Lawman of the Future #19-20, 1996)
  - "Dredd of Drokk Green" (cu  Trevor Hairsine, în Judge Dredd Mega Special 1996)
- Doctor Who:
  - "The Cybermen: The Hungry Sea" (cu Adrian Salmon, în Doctor Who Magazine #227-229)
  - "The Cybermen: The Dark Flame" (cu Adrian Salmon, în Doctor Who Magazine #230-233)
  - End Game (212 pagini, ISBN: 1-905239-09-2) conține:
    - "End Game" (cu  Martin Geraghty, în Doctor Who Magazine #244-247)
    - "The Keep" (cu Martin Geraghty, în Doctor Who Magazine #248-249)
    - "A Life of Matter & Death" (cu Sean Longcroft, în Doctor Who Magazine #250)
    - "Fire and Brimstone" (cu Martin Geraghty, #251-255)
    - "Tooth and Claw" (cu  Martin Geraghty, în Doctor Who Magazine #257-260)
    - "The Final Chapter" (cu Martin Geraghty, în Doctor Who Magazine #262-265)

  - The Glorious Dead (244 pagini, 2006, ISBN: 1-905239-44-0) conține:
    - "The Road to Hell" (cu  Martin Geraghty, în Doctor Who Magazine #278-282)
    - "TV Action!" (cu Roger Langridge, în Doctor Who Magazine #283)

  - "The Warkeeper's Crown" (cu Martin Geraghty, în Doctor Who Magazine #378-380)

### Cărți audio
- Storm Warning
- Neverland
- Zagreus (cu Gary Russell)
- The Next Life (cu Gary Russell)
- The Girl Who Never Was
- Gallifrey: Weapon of Choice
- Gallifrey: A Blind Eye
- Gallifrey: Panacea
- Brotherhood of the Daleks
- Izzy's Story
- Castle of Fear
- Orbis (cu Nicholas Briggs)
- Death in Blackpool
- Nevermore
- Jago and Litefoot: The Bellova Devil
- Heroes of Sontar
- Trail of the White Worm
- The Oseidon Adventure
- Destiny of the Doctor: Enemy Aliens
- Gods and Monsters (cu Mike Maddox)
- Daleks Among Us
- Trial of the Valeyard (cu Mike Maddox)
- White Ghosts
- Dark Eyes 2: The White Room[9]
- Last of the Cybermen
- Suburban Hell
- The Red House
- The Churchill Years: Hounded
- And You Will Obey Me
- Gallery of Ghouls

El a scris și serialul animat, The Infinite Quest.

### Cărți
Cărți pe care le-a publicat (selecție):
- The Hammer Story (cu Marcus Hearn, publicată inițial în 1997, Titan Books, 1999 ISBN: 1-84576-185-5)
- Kiss Kiss Bang! Bang!: The Unofficial James Bond Film Companion (cu Marcus Hearn, Overlook Press, 1998 ISBN: 0-87951-874-X)
- Tarantino A to Zed (cu Marcus Hearn, B.T. Batsford Ltd, 1999 ISBN: 0-7134-8457-8)
- Sherlock Holmes on Screen (publicată inițial în 1999, Reynolds & Hearn Ltd, 2004 ISBN: 1-903111-78-1), ediția a treia publicată la 31 ianuarie 2012 de Titan Books, ISBN: 978-0-85768-776-0